# Gérard Engelbach
Gérard Engelbach est un poète français né à Paris en 1930.

## Biographie
Gérard Engelbach est né à Paris en 1930. D'origine alsacienne, il a vécu vingt et un an à Marseille et Aix-en-Provence. Son appartenance au monde de la Banque ne l'a pas empêché de nouer de grandes amitiés avec André Frénaud, André du Bouchet, Jacques Réda et Salah Stétié. Il collabore à de nombreuses revues: entre autres Les cahiers du Sud, Le Mercure de France, Les Temps Modernes, La Nouvelle Revue Française, Les Cahiers du Sens. Parmi ses recueils: L'incendie  (Mercure de France, 1971), Traverse des Vagues (Sud, 1990), De la signature des choses (Le Nouvel Athanor, 2004. Egalement plusieurs livres d'artiste avec Mireille Brunet-Jailly.

## Œuvre
Poète du travail acharné sur la langue, Gérard Engelbach se rattache aux poètes français classiques. Il a connu le poète André Frénaud et ses premiers poèmes ont été publiés par Bernard Pingaud aux Temps modernes. Puis il fut publié au Mercure de France. Il a été proche, soit par l'amitié, soit par ses choix, de Pierre Jean Jouve et André du Bouchet.
Parfois qualifié de mystique, sa poésie est au moins la recherche d'un « Autre », et il dit se sentir « fils d'Abraham », le père des monothéistes.

## Citation
À propos de Jouve, pour entendre sa propre poétique : « Avec Jouve j'étais, je suis en permanence dans le Verbe, la magie du vers et de la phrase de prose aux si longues résonances. Et cette présence sourde, multiple, de la Femme ; l'inconscient accepté, affronté, puis apprivoisé, conduit jusqu'aux rives de lumière. »

## Publications
- Poèmes, Mercure de France, Paris, 1967, prix Pierre de Régnier de l'Académie française.
- L'Incendie, Mercure de France, Paris, 1971.
- Laser, Mercure de France, Paris, 1972.
- Rue du jeu des enfants, Éditions de l’Athanor, Paris, 1977.
- Rouges contreforts du temps, Saint Germain Des Prés, 1982.
- Peupliers dans ma musique, Sud, Marseille, 1987.
- Traverse des vagues, Sud, Marseille, 1991.
- Les Lointains, Éditions des Moires, Paris, 1996.
- Dans un arbre éternel, Editions de Vallongues, Billère, 1997.
- Mimes et pantomimes, avec quatre gravures de Mireille Brunet-Jailly, Editions La Balance, Sauveterre-du-Gard,1997.
- Le Maître du ciel, Editions des Moires, Paris, 1997.
- Le Brise-lames, avec trois gravures de Mireille Brunet-Jailly, Editions Collodion, Mers-sur-Indre, 2000.
- Petit manuel, avec une aquarelle de Mireille Brunet-Jailly, Editions La Balance, Sauveterre-du-Gard, 2001.
- Sur une toile, avec une aquarelle de Mireille Brunet-Jailly, Editions La Balance, Sauveterre-du-Gard, 2001.
- Un art d'écrire, avec une aquarelle de Mireille Brunet-Jailly, Editions La Balance, Sauveterre-du-Gard, 2001.
- Phares et balises, Le Nouvel Athanor, Paris, 2002.
- Théorbe, avec trois gravures de Mireille Brunet-Jailly, Editions La Balance, Sauveterre-du-Gard,2002.
- Une ville, livre manuscrit avec des collages de Mireille Brunet-Jailly, Petite Collection Pli, 2002
- De la signature des choses, Le Nouvel Athanor, Paris, 2004.
- La Donatrice, Éditions La Balance, Nîmes, 2006.
- Gérard Engelbach, Anthologie aux Éditions du Nouvel Athanor, collection « Poètes trop effacés » N° 10, 2014.